# Saba (otok)
Saba je otok u Malim Antilima. Nalazi se u Zavjetrinskim otocima. 
Površine je 13 km2 i s 1 424 stanovnika. Gustoća naseljenosti je 110 stanovnika po km2. 
Saba i karipski otoci Bonaire i Sveti Eustazije ranije bili u sklopu Nizozemskih Antila koji su dio Nizozemskog kraljevstva. Dana 15. prosinca 2008. provedeno je restrukturiranje Nizozemskih Antila, čime su Curaçao i Sveti Martin postali zemlje unutar Nizozemskog kraljevstva (zajedno s Arubom i kontinentalnom Nizozemskom), dok su Bonaire, Saba i Sveti Eustazije postali dio Nizozemske. Dio Europske unije postali su od 10. listopada 2010., kad su raspušteni Nizozemski Antili, a karipski otoci Bonaire, Saba i Sveti Eustahije postali izravni dio Nizozemske kao posebne općine (bijzondere gemeente), te su stoga postali i dio Europske unije. Ovo manje proširenje je prvo koje se dogodilo u potpunosti izvan Europe.
Posebnoj općini Sabi pripada otočić Zeleni otok.
Najveći dio otoka čini potencijalno aktivni vulkan Mount Scenery, visok 887 m, koji je najviši vrh Kraljevine Nizozemske.
Glavna naselja na otoku su The Bottom (glavni grad), Windwardside, Hell's Gate i St. Johns. Nizozemski je službeni jezik. Stanovništvo govori engleskim koji je glavni jezik na otoku te ga se može koristiti i u komunikaciji s mjesnom vladom, a postoji i lokalni lokalni dijalekt. U školama se engleski uči još od 19. stoljeća.
Platežno sredstvo je američki dolar od 1. siječnja 2011., a do tada je platežno sredstvo bio nizozemskoantilski gulden.
Vrhovna internetska domena kojom se služi je .nl. 2010. godine uvedena je posebna domena za Sabu i obližnje otoke Karipske Nizozemske .bq.

## Vanjske poveznice
- The Island Government of Saba  Arhivirana inačica izvorne stranice od 6. studenoga 2018. (Wayback Machine)
- Website van het bureau voor toerisme op Saba
- Virtuele wandelingen over de vele wandelpaden (trails)  Arhivirana inačica izvorne stranice od 18. srpnja 2014. (Wayback Machine)
- Inventarisatie van de Bond Heemschut van de particuliere begraafplaatsjes bij de oude cottages.  Arhivirana inačica izvorne stranice od 18. travnja 2021. (Wayback Machine)